# Партнёрские роды
Партнёрские роды — роды с помощником, когда помимо акушерки, врача и других сотрудников роддома вместе с роженицей в родильном зале присутствует близкий ей человек. Чаще всего в роли такого помощника выступает отец ребёнка: мужчина помогает женщине в процессе родов и морально, и физически.
Роды для каждой женщины особое событие в жизни, которое несёт особую психологическую нагрузку. В результате анализа специфики родов с психологической поддержкой, было выявлено снижение экстренных кесаревых сечений, снижение частоты аномалий сократительной деятельности матки, родового травматизма, кровотечений, и медикаментозного обезболивания родов.

## Потребности женщин в родах
Одной из ключевых потребностей женщины во время родов является ощущение себя в безопасности. Присутствие доулы — спутницы, как правило, имеющей собственный опыт деторождения, поддерживающей роженицу — или отца ребёнка, позволяет женщине снять излишнее напряжение, что благотворно влияет на протекание физиологического процесса. Страх неизвестности, тревога за свою жизнь и жизнь ребёнка усиливает мышечное напряжение, блокируя естественные рефлекторные реакции. Значительность влияния эмоционального состояния женщины в родах на течение физиологического процесса отмечают в первую очередь акушеры.

## Готовность к партнёрским родам
Современные медицинские исследования подтверждают необходимость учёта социального и психологического статуса семьи и психологической готовности супружеской пары к планируемым партнёрским родам.
В результате исследования И. Жуковой было показано, что:
- Семьи, планирующие партнёрские роды отличаются уровнем социального и профессионального статуса;
- Показатели личностной и ситуационной тревожности у мужчин и женщин, рожающих вместе значительно ниже, чем у рожающих без поддержки женщин, что не может не сказаться на родах положительно;
- Участие в родах партнёра снижает частоту послеродовых осложнений у первородящих и у повторнородящих в 4 раза;
- «Отдаленные результаты партнёрских родов благоприятны для семьи в целом и состояния здоровья потомства, что подтверждает катамнестическое исследовании семьи. 82 % женщин и 87 % партнёров полностью удовлетворены присутствием партнёра на родах. У 78 % мужчин и 84 % женщин сексуальные отношения на прежнем уровне или улучшились, остальные отметили спад в сексуальных отношениях, не связанный с присутствием партнёра на родах».

## Плюсы и минусы партнёрских родов
Присутствие партнёра в родах имеет как ряд положительных последствий:
- показатели личностной тревожности у мужчин и женщин, рожающих вместе значительно ниже, что положительно отражается на родах;
- участие в родах партнёра снижает частоту послеродовых осложнений у первородящих и у повторнородящих женщин в 4 раза;
- участие в родах партнёра стимулирует раннее пробуждение отцовской любви к ребёнку и к жене, а совместная подготовка к родам является необходимым этапом в подготовке к родительству.

Так и ряд негативных:
- присутствие партнёра может стать помехой медицинскому персоналу
- психологическое состояние партнёра — паника, напряжение — могут перетягивать внимание на себя
- неадекватное поведение партнёра может усугубить эмоциональное состояние женщины и тормозить развитие процессов, мешать расслабиться.

## Влияние типа психологического сопровождения
На фоне отсутствия единого подхода к психологическому сопровождению беременности и одновременно снижении уровня рождаемости, интересно отметить результаты социологического исследования о влиянии типа психологического сопровождения на подготовку и протекание беременности. В исследовании Е. Могилевской поднимается вопрос о факторах физического, психологического и духовного содержания. Анализ литературы по данной проблематике, осуществлённый автором, говорит о том, что исследователями выделено более 700 психологических факторов, влияющих на процесс беременности, родов, психическое развитие ребёнка и готовность к материнству.
Сюда относятся:
- личностные особенности беременной женщины
- история жизни
- адаптация к супружеству
- особенности адаптивности как свойства личности
- удовлетворенность эмоциональными взаимоотношениями со своей матерью — модель материнства своей матери
- культурные, социальные и семейные особенности
- физическое и психическое здоровье

## Исследования
Основная задача внедрения любой новой практики — это понимание и оценка её эффективности. Этой теме — эффективности участия в родах партнёра — посвящена работа Н. А. Тюниной, куда вошёл сравнительный анализ ожиданий и представлений супругов относительно процесса родов. В работе подтверждается гипотеза о том, что «ожидания пары от совместных родов чаще оправдываются, и они испытывают удовлетворение полученным результатом, а участие мужа в родах имеет положительное влияние на процесс». Автор подчеркивает важность поддержки женщины в родах, необходимости создания спокойной и безопасной атмосферы, в которой женщина могла бы расслабиться и довериться тем процессам, которые происходят в организме. Это способствует мягкому и продуктивному течению родов с наименьшей болезненностью и рисками для здоровья мамы и ребёнка.
Уровень эмоциональной поддержки, оказываемой жёнам мужьями во время потужного периода, примерно совпадает с потребностями женщины в участии партнёра, что говорит о обоюдной удовлетворённости присутствием мужа при родах обоих супругов. Ожидания женщин оправдались на 100 % — жёны не испытывали какого-либо дискомфорта и абсолютно довольны присутствием мужа на родах. У подавляющего большинства мужей ожидания так же оправдались, и они выразили удовлетворение. Наиболее значимым в родах они, как и их жены, считают эмоциональную поддержку и физическое присутствие.
Работа психолога М. Корж ставит своей задачей ответить на вопрос насколько супруги отдают себе отчет в целях и смысле совместных родов, насколько отцы, как участники этого процесса подготовлены к содержанию и последствиям выбора такого родоразрешения.
На фоне широко распространённой психологической подготовки женщин к родам, автор задаётся вопросом о уровне их подготовки, как психологической, так и медицинской, а также о степени адекватности мотивов участи мужчин.
Проанализировав семейную структуру по таким параметрам как жизненный цикл семьи, её ролевая структура, субъективная удовлетворённость браком для выявления взглядов на роль мужчины в партнёрских родах, автором был сделан вывод о том, что «…партнёрские роды вполне допустимы и в некоторых случаях желательны. Однако их необходимым условием должна быть специальная совместная подготовка будущих родителей — информационная, психологическая и специальным навыкам. Психологическое консультирование супругов должно включать анализ их мотивации на участие и прогноз возможных отрицательных последствий для супружеских отношений».
Проведенное исследование подтвердило гипотезу о наличии неадекватных представлений мужчин о их роли и эффективности во время родов. Полученные данные о представлениях испытуемых мужей, проживающих роды совместно, недооценивают возможные риски физиологического протекания родов, сосредотачиваясь на эмоциональной поддержке супруги. Несмотря на подтверждение более высокого уровня осознанности и сплоченности в парах, решивших рожать вместе, отсутствие подготовки к такому эмоциональному событию как роды, заставляет делать вывод о переоценке супругами своих возможностей.